# Руслан Райчев
Руслан Райчев е български диригент.

## Биография
Маестро Руслан Райчев е роден на 5 май 1919 г. в Милано (Италия) в семейството на световноизвестния през 20-те, 30-те и 40-те години на миналия век тенор Петър Райчев. Майка му, Фаина Куманова, родом от Киев, произхожда от знатен украински род.
Още от малък Руслан Райчев проявява музикални наклонности и 6-годишен започва да взима уроци по пиано при италианския пианист Карло Видусо. 10-годишен той се записва да учи в детския/средния отдел на Миланската консерватория „Джузепе Верди“ при проф. Карло Лонати. Като дете в Милано той израства в артистична семейна атмосфера. Чести гости в дома на семейството са били личности като Артуро Тосканини, Умберто Джордано, Сергей Прокофиев, Тоти Дал Монте, Аурелиано Пертиле, Фьодор Шаляпин, Тита Руфо и много други светила от онова време.
През 1932 г. семейството се прибира в България. В София Руслан Райчев става ученик по пиано първо на проф. Панка Пелишек, а след това на проф. Андрей Стоянов. През 1936 г. завършва средно образование в тогавашното „Дойче Шуле“ (Немска гимназия). Кандидатства едновременно в Софийския университет и в Музикалната академия – дирижиране, където обаче не е приет поради „липса на качества“. Тогава той записва Юридическия факултет на Софийския университет, посещава 4 семестъра с положени изпити, а през 1938 г. заминава за Виена, където е приет в консерваторията като редовен студент в диригентския клас на проф. Леополд Райхвайн, а пиано учи при Емил фон Зауер (последния жив ученик на Ференц Лист). През 1942 г. великият диригент Карл Бьом взима Руслан Райчев, още студент, за личен корепетитор и асистент във Виенската Щатсопера. Консерваторията Райчев завършва през 1943 г.
През февруари 1944 г. Руслан Райчев заминава за  гр. Кьонигсберг (днес Калининград), където е бил изпратен от професора си Карл Бьом в тамошната опера, останала без диригенти, което дало възможност на Райчев за около 3 месеца да мине през заглавия като „Бохеми“ (дебютно заглавие, 22.03.1944 г.), „Йенуфа“ и „Сватбата на Фигаро“ (като постановчик), а също така „Лоенгрин“, „Травиата“, „Тоска“, „Веселата вдовица“ и др.
През м. юни на 1944 г. Райчев се прибира в София и веднага е мобилизиран; по-късно е пратен на фронта като подпоручик. Завръща се награден с два ордена за храброст и повишен в чин – капитан. Служи няколко месеца като преводач в Съюзническата контролна комисия.
През май 1945 г. Руслан Райчев дирижира концерт във Военния клуб в София със сборен симфоничен оркестър.
От 1 юни 1945 г. до 31.03.1946 г. работи като корепетитор в Софийската народна опера. Първата му работа е в постановката на балета „Бахчисарайски фонтан“ (Борис Асафиев) като обаче още на третия спектакъл той се качва на диригентския пулт.
На 1 април 1946 г. е назначен за главен диригент на новооснования Държавен симфоничен оркестър във Варна, а през 1947 г. става главен диригент на новооснованата от баща му, Петър Райчев, Варненска народна опера. Премиерният спектакъл е на 7.09.1947 г., „Продадена невеста“ от Бедржих Сметана. Режисьор е Петър Райчев. Във Варна фактически е началото на една завидна, успешна и дълга диригентска кариера на Руслан Райчев.
През пролетта на 1948 г. той е изтеглен в София от Стефан Македонски, който го кани за главен диригент на новооснования Държавен музикален театър, където работи от 1948 до 1951 г. Тук той подготвя премиерите на „Цигански барон“, „Верният приятел“ и „Птицепродавецът“.
На 1 април 1951 г. Руслан Райчев е назначен за главен диригент на Пловдивския държавен симфоничен оркестър, с който многократно блестящо се представя на Прегледи на симфоничните оркестри и на Декадата на българската музика. През 1953 г. Руслан Райчев основава заедно с баща си Петър Райчев Пловдивската народна опера като става неин първи главен диригент и художествен ръководител. И тук премиерният спектакъл е на операта „Продадена невеста“, състоял се на 15 октомври 1953 г., а режисьор е отново баща му Петър Райчев. През 1953 г. започва и международната дейност на Руслан Райчев с гостуване на Букурещката филхармония и Симфоничния оркестър на Румънското радио, на оперните театри в Тимишоара и в Любляна. През 1954 г. гостува в Унгария. След първия спектакъл в Будапещенската опера е поканен да дирижира още три, а след концерта с Държавния симфоничен оркестър, следват още два.
През 1956 г. Руслан Райчев е преместен в Русе, където на 1 септември 1956 г. става главен диригент на Русенския държавен симфоничен оркестър. Сътрудничи и на Русенската опера, с която на Втория преглед на оперните театри през 1958 г. има успех с операта „Манон“ от Масне, призната за събитието на прегледа, а записът на операта с незабравимите Пенка Маринова и Николай Здравков влиза в Златния фонд на БНР. Този именно успех води в края на 1958 г. до преместването на Руслан Райчев и свързването му за дълги години със Софийската народна опера. Успоредно с това е командирован – по съвместителство – за главен диригент в Старозагорската народна опера (от януари до юли 1959 г.), ръководи и Симфоничния оркестър в гр. Перник (до неговото закриване 1964 г.). А през 1960 – 1961 г. той е начело и на мъжкия хор „Гусла“, с който по-късно, през 1964, и имат гастроли в Швейцария и Франция. С голям успех минават първите му изяви на сцената на Софийската народна опера – „Четиримата грубияни“, „Укротяване на опърничавата“, „Продадена невеста“, балетът „Гаяне“ и др.
От 1968 г., успоредно с диригентската си дейност в Софийската народна опера, Руслан Райчев отново поема ръководството на Пловдивската филхармония и, както се говореше, тогава започнал „златният им период“. Триумфални участия в София, Варна и Русе, четири турнета във ФРГ, две в Италия и Швейцария. Множество грамофонни плочи с „Балкантон“, като почти всички са лицензирани в Италия, Франция, ФРГ, Канада, САЩ и Япония.
През 1974 г., след триумфално представяне с Пловдивската филхармония на прегледа на Държавните симфонични оркестри, Руслан Райчев заминава за ФРГ. Между 45 кандидати от 16 страни той е избран след втория тур – без да се стигне до трети, за „Генералмузикдиректор“ (главен диригент на оперно-симфоничния оркестър) на новооснования Театър и Симфоничен оркестър на Шлезвиг-Холщайн в гр. Фленсбург. Там престоява до вкл. сезон 1978/79 г., когато е поканен да оглави Софийската опера, където започва нова ера. Всички известни български оперни певци, живеещи зад граница, започват редовно да пеят и в родината си, участват също и в гастроли на Софийската опера в чужбина. През 1979 г. операта триумфално гостува 15 дни във Виена с „Хованщина“, „Княз Игор“ и „Дама пика“. Следват гостувания в Швейцария, Югославия, Румъния.
Връхни точки в кариерата му през този период са постановката на „Борис Годунов“ в Парижката Гранд Опера с режисьор Джозеф Лоузи, премиера на 9 юни 1980 г. и постановката на „Хованщина“ в Миланската Скала с режисьор Юрий Любимов, премиера на 24.02.1981 г. като Руслан Райчев е първият български диригент, дирижирал в Миланската Скала и в Гранд Опера в Париж.
В годините след това Руслан Райчев многократно гастролира в чужбина със Софийската опера, като кулминационната точка е „Война и мир“ от Сергей Прокофиев и „Хованщина“ от Модест Мусоргски през 1986 г. в Париж и в Италия. Непосредствено след гастрола на Софийската опера в Испания през 1988 г., където с много голям успех дирижира „Набуко“, „Тоска“ и „Хованщина“, след незабравими изпълнения на Реквиема от Верди в Овиедо и Мадрид, кипящият от енергия Руслан Райчев бива принудително пенсиониран в началото на 1989 г., само месец преди премиерата на „Силата на съдбата“ от Верди, която интензивно подготвя. Тогава Руслан Райчев тръгва на самостоятелни гастроли по света: Норвегия, Швеция, ФРГ, Франция, Исландия, Чехословакия.
През 1990 г. Райчев става отново „Генералмузикдиректор“ – в Държавния театър в гр. Шверин, в току-що обединена Германия. Там остава до края на сезон 1991/1992 като прекъсва преждевременно договора си, за да откликне на правителството на СДС да поеме отново ръководството на Софийската народна опера, която извежда до нови забележителни успехи, не само в родината, но и в Германия, Белгия, Франция, Швейцария, Израел и особено с масивното участие на прочутия Музикален фестивал в Страсбург през 1994 г. Въпреки че е бил назначен с безсрочен трудов договор, в началото на сезон 1994/1995 Министерството на културата обявява изненадващо конкурс за мястото му. Райчев категорично отказва да се яви на конкурса и на 1.11.1994 г. е освободен от поста си.
От 1 септември 1996 г. Руслан Райчев работи в екип с изтъкнатия наш режисьор Светозар Донев в ДМТ „Стефан Македонски“ като главен диригент и първи зам. директор на Музикалния театър. Неговите постановки на „Хубавата Елена“, „Царицата на чардаша“, „Цигански барон“, „Веселата вдовица“, „Една нощ във Венеция“, гала-концертите „Роберт Щолц“, „Йохан Щраус“, „Имре Калман“, „Франц Лехар“ и др. бележат особено развитие на музикалното виждане в театъра. С Музикалния театър Райчев провежда 24 турнета с общо над 470 представления в Германия, Австрия, Швейцария, Холандия, Дания, Белгия, Люксембург, Гърция и Япония.
Руслан Райчев има многообразен оперен и симфоничен, както и хоров репертоар. Има над 120 премиери и около 1800 спектакъла на оперни, оперетни и балетни заглавия, а също и над 2000 симфонични концерта. Индивидуални гастроли като гост-диригент е имал в цяла Европа, Бразилия, Мексико, Куба, Япония, Южна Корея. В репертоара му са записани 90 оперни, оперетни и балетни заглавия. Той пръв дирижира премиера на българска опера в чужбина – „Луд Гидия“ от Парашкев Хаджиев през 1964 г. в Гант, Белгия. Той е първият български диригент, гостувал на най-престижните оперни театри в Европа: Миланската Скала, Парижката Гранд Опера, постоянен гост на Виенската Щатсопера, Болшой театър, на оперни театри в Берлин, Рим, Неапол, Тулуза, Стокхолм, Осло, Хамбург, Сеул и т.н. Дирижира най-престижните симфонични оркестри в света: Виенската филхармония, Парижкия симфоничен оркестър, Ленинградската филхармония, Лондонския симфоничен оркестър, Московската филхармония, Радиооркестрите на Москва, Париж, Хамбург, Берлин, Кьолн, Будапеща, Прага и т.н. Има записи в NDR Хамбург (Радио Северна Германия) със Симфоничния оркестър на NDR, в Берлин – с Берлинския симфоничен оркестър. При всички негови концерти в чужбина включва произведения от български композитори – Панчо Владигеров, Веселин Стоянов, Петко Стайнов, Марин Големинов, Любомир Пипков, Георги Минчев и др. Навсякъде критиците оценяват със суперлативи диригентското му майсторство. Подчертават музикалността му, ерудицията му и чувството за правилно тълкуване на драматургията на дирижираните от него произведения, идеалната спойка между сцена и оркестър, както и пестеливия му, но ясен и изразителен диригентски жест – съвършена мануална техника.
В оперни спектакли Руслан Райчев е дирижирал най-големите съвременни певци: Пласидо Доминго, Хосе Карерас, Мирела Френи, Катя Ричарели, Монсерат Кабайе, Пиеро Капучили, Лео Нучи, Хуан Понс, Ренато Брузон, Джакомо Арагал, Франциско Араиза, Джузепе Тадей, Джанфранко Чекеле, Курт Ридъл, Джеси Норман, Едита Груберова, Гуинет Джонс, Пата Бурчуладзе, Владимир Атлантов, Юрий Мазурок, Елена Образцова и много други. На концертния подиум той е партнирал на такива светила като Святослав Рихтер, Мстислав Ростропович, Емил Гилелс, Леонид Коган, Давид Ойстрах, Тихон Хренников, Игор Ойстрах, Клаудио Арау, Пинкас Цукерман, Маурицио Полини, Исак Щерн, Руджеро Ричи, Шура Черкаски, Алексис Вайсенберг, Иво Погорелич, Минчо Минчев, Антон Диков, Юри Буков, Людмил Ангелов и др.
Всички наши големи певци – Николай Гяуров, Никола Гюзелев, Анна Томова-Синтова, Гена Димитрова, Райна Кабаиванска, Стефка Евстатиева, Александрина Милчева, Никола Николов, Асен Селимски, Димитър Узунов, Стоян Попов, Михаил Светлев, Юлия Винер, Любомир Бодуров са участвали в безброй спектакли под палката на Руслан Райчев, а почти всички имат с него и записи-рецитали в Балкантон. Никола Гюзелев само има 8 грамофонни плочи с Р. Райчев. За Балкантон той прави записи и с хор „Гусла“, както и редица интегрални записи на опери: „Алеко“, „Хан Аспарух“, „Хованщина“, „Война и мир“. С Анна Томова-Синтова, Джакомо Арагал и Алберто Риналди записва оперите „Травиата“ и „Мадам Бътерфлай“ със солисти, хор и оркестър на Софийската опера. Всички тези записи са лицензирани и се продават като компактдискове по целия свят.
Руслан Райчев става заслужил артист на 50, а народен – на 61 години. През 1979 г., за 60-годишнината си, Руслан Райчев получава орден H.P. България II. степен, а през 1999 г. е удостоен с орден „Стара планина“ I.степен. – за извънредно големите му заслуги към българската музикална култура и по случай 80 години от рождението му.
През 1982 г. Руслан Райчев става първият българин, кавалер на Ордена за изкуство и литература на Франция. Почетен гражданин на Варна и София.
Умира в София на 9 януари 2006 г. и е погребан на Централните софийски гробища.

## Памет
На Петър и Руслан Райчеви е наречена улица в квартал „Драгалевци“ в София (Карта).